# Live for Now
«Live for Now», también conocido como «Live for Now Moments Anthem», es un corto de 2017 para Pepsi de PepsiCo con Kendall Jenner y la canción «Lions» de Skip Marley. El anuncio fue retirado por la empresa un día después de su distribución debido a críticas.

## Descripción

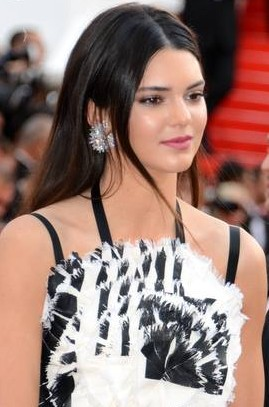
El comercial presenta a Kendall Jenner (fotografiada en 2014).

El comercial presenta a la modelo y personalidad de la televisión estadounidense Kendall Jenner y la canción «Lions» de Skip Marley. El anuncio comienza en silencio con la mano de una persona abriendo una lata de Pepsi y luego mostrando a un joven tocando un violonchelo en la azotea. La vista se abre hacia atrás en una ciudad y luego se acerca al músico con sudor sobre su cara mientras toca. La banda sonora de la música comienza entonces, sin ningún otro sonido que acompañe las imágenes visuales. La vista cambia a una protesta conformada en su mayoría por jóvenes caminando, mostrando la seña de la V como gesto de paz y portando signos, incluyendo uno que dice «Únete a la conversación» y otros con símbolos de paz.
La vista entonces cambia a una mujer joven en un hijab, que parece ser una fotógrafa profesional que revisa sus fotografías con un marcador rojo. Luego la vista cambia al personaje de Jenner, vestida con un vestido plateado siendo fotografiada en una sesión de fotos, modelando pero también mostrando una conciencia creciente de los manifestantes que pasan cerca. El violonchelista, que se muestra en el interior de una nueva ubicación, también se da cuenta de la protesta, y luego bebe una Pepsi mientras ve pasar a los manifestantes desde un balcón. Debajo del balcón, dos mujeres jóvenes beben una Pepsi. Entonces otras dos mujeres toman selfis mientras que la marcha pasa detrás de ellas.
La vista entonces cambia a la fotógrafa, volviéndose frustrada y luego enviando sus impresiones volando en un gesto de irritación. Ella entonces también nota la protesta afuera. La vista entonces cambia a los manifestantes, mirando alegres. La fotógrafa parece cautivada, agarra su cámara y se dirige hacia los manifestantes. Hay imágenes de más jóvenes marchando, luego el violonchelista tocando música junto a un guitarrista mientras bailan dos hombres.
El personaje de Jenner se muestra otra vez, todavía modelando pero cada vez más centrándose en la protesta. El violonchelista pasa a su lado, y gesticula con la cabeza para que se una a ellos. Jenner responde sacando su peluca rubia y se la da a una asistente sin mirarla, se limpia el lápiz de labios oscuro y se dirige hacia la protesta.
La cámara muestra a los policías que están rígidamente observando la protesta, luego dos jóvenes manifestantes, luego dos hombres -uno con túnica religiosa- y una mujer, varios de estos personajes haciendo la seña de la V. Jenner, ahora con ropa más informal, pasa a través de la multitud y avanza hacia los oficiales de policía. Ella entrega una lata de Pepsi a uno de los oficiales de policía, mientras la fotógrafa, mirando cautivada, toma fotos de la interacción. El policía bebe de la lata, y la multitud de manifestantes anima con entusiasmo. La fotógrafa deja a un lado su cámara y abraza a un manifestante en celebración. El comercial termina mostrando las frases «Live Bolder» («Vive más audaz»), «Live Louder» («Vive más fuerte») y «Live for Now» («Vive por ahora»).

## Reacciones
El anuncio fue retirado por la compañía un día después de su distribución debido a críticas. La compañía lanzó un comunicado, diciendo:

Pepsi estaba tratando de proyectar un mensaje global de unidad, paz y comprensión. Claramente nos perdimos la marca, y nos disculpamos. No teníamos la intención de aclarar ningún problema serio. Estamos eliminando el contenido y deteniendo cualquier implementación adicional. También nos disculpamos por poner a Kendall Jenner en esta posición.

Los creadores del anuncio fueron ampliamente criticados en los medios de comunicación y redes sociales por intentar sacar provecho de imágenes que imitan las protestas en el movimiento Black Lives Matter, incluyendo Taking a Stand in Baton Rouge, la imagen icónica de una mujer que se acercó a policía fuertemente armada y fue arrestada en una protesta de Baton Rouge en julio de 2016. Investigadores de marcas y comercialización observaron el aspecto de identidad política del spot representado por las masas de la marcha, pero pusieron en duda la credibilidad de subvertir a la policía hacia un modelo de «crisol». Bernice King, hija de Martin Luther King, comentó: «Si tan solo papá hubiera sabido del poder de #Pepsi». Pepsi declaró: «Este es un anuncio global que refleja a personas de diferentes estilos de vida que se unen en un espíritu de armonía, y creemos que es un mensaje importante para transmitir». Según Mike Jackson, parte del problema era que Pepsi no tenía una historia de promover causas de justicia social.